# Erika Nõva
Erika Nõva, rozená Erika Volberg (1934–1937 Erika Breiberg; 4. dubna 1905 Muuksi – 22. dubna 1987 Tallinn) byla estonská architektka, která se proslavila především svými návrhy zemědělských usedlostí. Byla první ženou, která v Estonsku vystudovala architekturu.

## Životopis
Erika Nõva se narodila jako osmé dítě v rodině ve vesnici Muuksi na farmě Toomani. Jejím starším bratrem byl budoucí architekt August Volberg (1896–1983). Erika Nõva vystudovala v roce 1931 architekturu na Technické vysoké škole v Tallinnu. Je považována za první estonskou architektku vůbec. V roce 1934 se provdala za Ilmara Breiberga. Manželům se narodila dvojčata Tiiu a Ants. V roce 1937 společně přijali nové příjmení Nõva.
V letech 1933–1938 byla Erika Nõva zaměstnána na osidlovacím úřadu estonského ministerstva zemědělství. Navrhla stovky nových zemědělských usedlostí, které byly postaveny na znárodněné zemědělské půdě po estonské pozemkové reformě. V letech 1944–1954 a 1957–1960 pracoval pro estonsko-sovětskou státní stavební společnost Eesti Projekt.

## Dílo
Erika Nõva je známá především díky plánování nových venkovských staveb a osad ve 30. letech 20. století. Orientovala se na tradiční styl estonské venkovské architektury. Její práce se vyznačuje funkční jednoduchostí a smyslem pro praktičnost. Z jejího pera pocházejí také návrhy budov venkovských škol v Pillapalu, Võiduküla a Peressaare.
Kromě toho Erika Nõva vytvořila další reprezentativní stavby, jako je sportovní hala v Tallinnu (estonsky Tallinna spordihoone), současná hlavní budova Tallinské univerzity a Francouzské gymnázium v Tallinnu (1939–1940, obě společně s Alarem Kotlim), Ústřední nemocnice v Tallinnu, různé soukromé domy v Nõmme a Tallinnu a sportovní stadion Kalevi Keskstaadion v Tallinnu v roce 1955.
Erika Nõva mimo jiné navrhla budovy statku Lagle, který v roce 1937 darovala Augustu Mälgovi. Její návrhy také získaly ocenění v mnoha soutěžích.
Její přirozený a tradiční styl představuje také vlastní dům Eriky Nõvy v Nõmme.
Po druhé světové válce se také podílela na plánování a výstavbě sovchozů v rámci kolektivizace zemědělství. Pracovala také jako návrhářka nábytku.

## Galerie

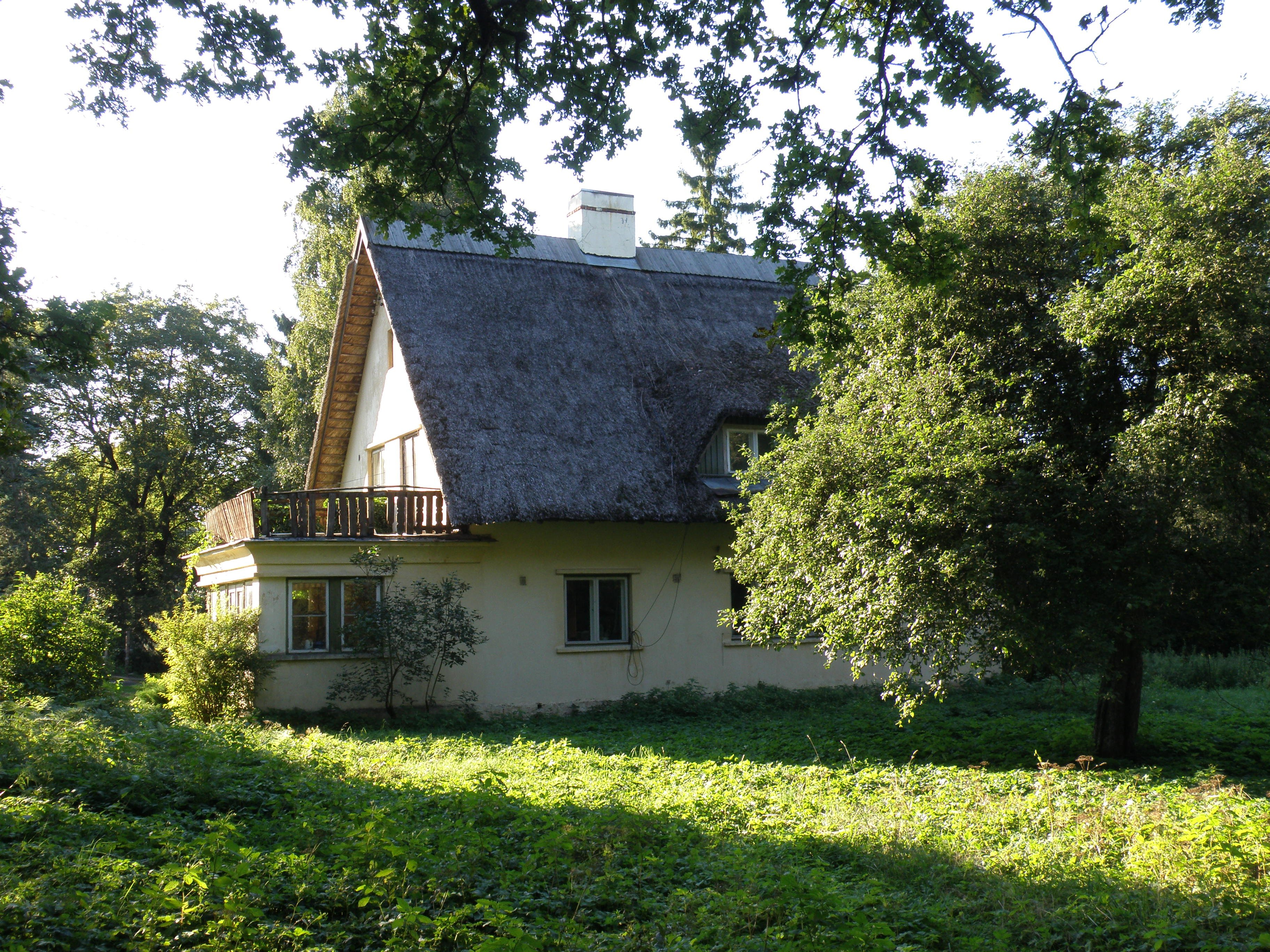
Vesnická usedlost
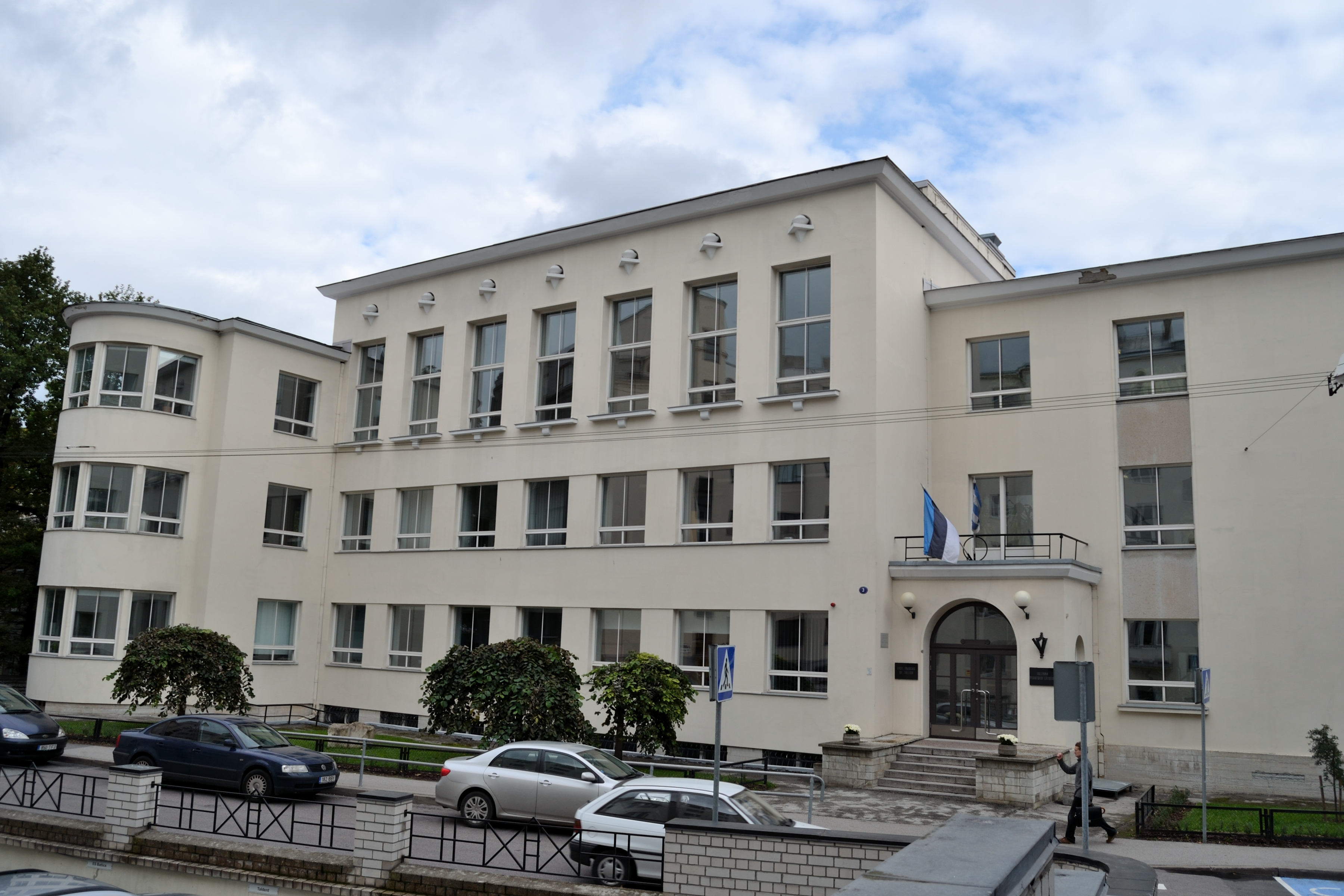
Francouzské gymnázium